# Centerbordstrumma
Centerbordstrumma kallas den "låda" på en segeljolle genom vilken centerbordet eller sticksvärdet förs ned. Orsaken att den alls finns är att om ett hål i botten av jollen skulle mynna ut på lägre nivå än vattenytan skulle vatten börja strömma in, medan en centerbordstrummas överkant är i nivå med eller obetydligt under relingen. Vid segling kommer därför centerbordstrumman vara delvis fylld med vatten.